# Бюртен, Мари Пьер Огюстен
Мари Пьер Огюстен Бюртен (фр. Marie Pierre Augustin Burtin; 28 июня 1874, Мец, Германская империя — 28 декабря 1904 (10 января 1905), д. Уцзятуй) — французский офицер, доброволец Русской императорской армии, погибший в бою с японцами в ходе Русско-японской войны.

## Биография

### Детство
Мари Пьер Огюстен Бюртен родился 28 июня 1874 года в лотарингском городе Меце, после франко-прусской войны 1870—1871 гг. включённого в состав Германской империи. Родители Бюртена — Фердинанд Бюртен (ум. 1894) и Мария Елизавета Августина Жако (ум. 1886), владели свой кондитерской в центре Меца. После аннексии Лотарингии в 1871 году они сохранили французское гражданство, но остались жить в Меце, а в 1881 году переехали во Францию в город Понт-а-Муссон, где имели свой дом. У Пьера Бюртена были старший брат Поль (род. 1863), оставшийся в Меце управлять отцовской кондитерской, и сёстры Мария Магдалена (род. 1865), вышедшая замуж за судью в Гааге, и Мария Жозефина (род. 1870), ставшая монахиней и сестрой милосердия в госпитале Нанси.
В 1884 году Пьер Бюртен был определён в пансионат своего дяди кюре Жакоба Бюртена, настоятеля церкви Понт-а-Муссона. В 16 лет Пьер пробовал сдать вступительный экзамен в специальный класс коллежа в Дюнкерке для подготовки поступления в Морскую школу, но не прошел по конкурсу. После этого он поступил в иезуитский коллеж Святого Сигизберта в Нанси и в 1894 году получил аттестат о среднем образовании.

### Военная служба
26 октября 1895 года Бюртен зачислен в Военную школу Сен-Сир, после окончания которой 1 октября 1897 года произведён в су-лейтенанты и направлен в 159-й альпийский пехотный полк (159e regiment d’infanterie alpine) в Бриансон.
Сирота, он был счастлив оказаться в полку, ставшем для него семьей, служит усердно; крепкий, неутомимый, бесстрашный альпинист — прекрасное приобретение для полка.— из аттестации командира полка
За время службы в полку неоднократно в одиночку совершал многокилометровые пешие переходы и восхождения, чем завоевал авторитет и уважение сослуживцев и подчинённых.
1 октября 1899 года Бюртен производится в чин лейтенанта. Получив отпуск, уезжает в Алжир, где совершает «совершенно безумное» недельное путешествие через пустыню на велосипеде, чем вызвал волну публикаций в местной прессе. В феврале 1900 года его переводят в 36-й линейный полк в Париж, но через несколько месяцев по прошению он переводится в пограничный Бельфор, где получает назначение в форт Сальберг. С июля 1901 года по январь 1902 года прошел обучение в Школе гимнастики и фехтования (Военная спортивная школа) и вскоре после этого подал прошение о переводе в Африку.
10 марта 1902 года Бюртена переводят в 4-й тунисский стрелковый полк, располагавшийся в тунисском Суссе. Прибыв в мае того же года к новому месту службы, он был назначен командиром дисциплинарной роты в местечке Сиди-эль-Хени, которой он прокомандовал следующие 15 месяцев, руководя земляными и строительными работами штрафников. За 8 месяцев он выучил арабский язык и сдал государственный экзамен. В ноябре 1903 года вернулся в Сусс.

### В Россию
После начала Русско-японской войны Бюртен, всю жизнь жаждавший боевых подвигов, принял решение отправиться в русскую армию на театр военных действий. Получив трёхмесячный отпуск, он уезжает в Париж, где безуспешно пытается получить официальное направление французского правительства. Несмотря на неудачу и стремясь всё равно попасть на войну, он договаривается с редактором газеты «Свободное слово» об удостоверении корреспондента. Вернувшись в полк, подаёт прошение о трёхлетнем отпуске «для урегулирования одной ситуации в гражданской жизни». Прошение было удовлетворено с одновременным переводом Бюртена в 62-й пехотный полк. 31 августа 1904 года он покидает Тунис. Посетив родные места и заручившись рекомендательными письмами от отставного генерала Люсьена Кардо на имя генерала Куропаткина, Бюртен 20 сентября 1904 года покидает Францию.
Прибыв в Санкт-Петербург под видом журналиста, Бюртен пытается получить пропуск в Маньчжурию, но получает отказ. В середине октября он самовольно выезжает в Иркутск и далее в Харбин, где также безуспешно пытается встретиться с генералом Куропаткиным. Так и не имея разрешения на пребывание на театре военных действий, в начале ноября он приезжает в Мукден. Встретившись с руководителем французской военной миссии генералом Сильвестром, Бюртен получил выговор за «безрассудное поведение, нарушение устава и незаконное пребывание в Мукдене» и отказ в какой-либо помощи. По совету подполковника Апушкина Бюртен добился аудиенции у генерал-адъютанта Мищенко, который и помог ему получить назначение в войска.
24 ноября (7 декабря) 1904 года лейтенант Бюртен прикомандировывается ко 2-й сотне 1-го Верхнеудинского полка Забайкальского казачьего войска с чином сотника.
Наш гость — храбрый, полный воинственных стремлений лейтенант Бюртен. Долго добивался он возможности испытать себя в ратном деле; пять месяцев бродил по канцеляриям тыла, но пристроиться не мог; разрешительных бумаг его правительство ему не дало, а начальство снабдило лишь лестными отзывами. В конном отряде, где рады были не только офицеру, но и каждому добровольцу казаку, он был принят приветливо. Помню застенчевую радость Бюртена, ставшего перед строем в форме сотника Верхнеудинского полка; чем не казак был этот плотный, крепкий офицер с большою лопатообразною бородою.— Начальник штаба отряда генерала Мищенко полковник князь Вадбольский
1-й Верхнеудинский полк в этот период был отведён на отдых. Лейтенант Бюртен знакомится с новым местом службы, изучает уставы и учит русский язык, участвует в полковой жизни. В середине декабря он участвует в девятидневном разведывательном рейде в составе отряда полковника Плаутина, в ходе которого боевых действий не велось. 25 декабря 1904 (7 января 1905) года отряд генерала Мищенко, в который входил полк Бюртена, получил приказ совершить рейд на Инкоу.

### Первый и последний бой
28 декабря 1904 (10 января 1905) года у переправы через реку Хуньхэ у деревни Кулеше Пьер Бюртен участвует в первой своей стычке с неприятелем: 2-й сотне верхнеудинцев пришлось выбивать под огнём и преследовать хунхузов, оборонявших переправу.
В тот же день отряд подошёл к деревне Уцзятуй, где завязался бой с японской пехотой. Выбитые из деревни японцы закрепились в стоящем неподалёку ханшинном (винокуренном) заводе Сандакан. Получив приказ атаковать неприятеля, Бюртен во главе 2-й сотни вырвался вперёд с криком «Вторая сотня, за мной! Ура!». Почти доскакав до стены, окружавшей фанзы завода, Бюртен был выбит неприятельской пулей из седла, но из-за зацепившейся за стремя ноги был протащен лошадью к самой стене. Пытаясь встать, он получил пули в голову и грудь, также у него были прострелены обе ноги.
Атака казаков на завод захлебнулась под огнём японцев. Несколько попыток вынести Бюртена с поля боя потерпели неудачу. Генерал Мищенко, уже отдавший приказ полку оставить японцев на заводе и присоединиться к остальному отряду, узнав, что тело Бюртена осталось у неприятеля, изменил приказ и потребовал «во что бы то ни стало добыть тело лейтенанта Бюртена», для чего в помощь верхнеудинцам были направлены 3-й и 4-й эскадроны 52-го драгунского Нежинского полка и взвод поршневых орудий. В ходе ночного боя тело Бюртена было найдено и вынесено вахмистром 2-й сотни Белометовым. Утром 29 декабря 1904 (11 января 1905) года он был похоронен у деревни Ладявоза недалеко от Сандакана.
Известие о гибели Бюртена вызвало волну публикаций во французской прессе, где он выставлялся от «лучшего сына Франции», «верного солдата», вдохновившего русских на любовь к Франции, до «странного христианина», погибшего за чужие интересы в чужой земле. В 1907 году в Ла-Гулете был установлен бронзовый памятник Бюртену, запечатлённому в форме тунисских стрелков перед лицом врага (скульптор Монсель, архитектор Шарль Дардель). В том же году капитан де Фонклар выпустил книгу «Солдат. Лейтенант Бюртен», в которой собраны письма Бюртена, воспоминания его сослуживцев и командиров, документы, статьи из французской и русской прессы. Книга получила многочисленные одобрительные рецензии.